# Liste der Baudenkmale in Stavenhagen
In der Liste der Baudenkmale in Stavenhagen sind alle denkmalgeschützten Bauten der Reuterstadt Stavenhagen (Mecklenburg-Vorpommern) und ihrer Ortsteile aufgelistet. Grundlage ist die Veröffentlichung der Denkmalliste des Kreises Demmin mit dem Stand vom 18. Dezember 1996.

## Baudenkmale nach Ortsteilen

### Stavenhagen
| ID       | Lage                                       | Bezeichnung | Beschreibung | Bild                     |
| -------- | ------------------------------------------ | --- | ------------ | ------------------------ |
|          | Alte Schulstraße 2                         | Wohnhaus |              |                          |
|          | Alte Schulstraße 9                         | Wohnhaus |              |                          |
|          | Alte Schulstraße 15                        | Wohnhaus |              |                          |
|          | Amtsbrink 12                               | Wohnhaus |              |                          |
|          | B 104, Ortsausgang Richtung Neubrandenburg | Meilenstein |              |                          |
|          | (Karte)                                    | Bahnhofsanlage mit Bahnhof (Nr. 1/2), Güterabfertigung und Vorplatz                                                                  |              | Weitere Bilder           |
|          | Basepohler Straße 1a                       | Speicher |              |                          |
|          | Basepohler Straße 13a                      | Tür |              |                          |
|          | Basepohler Straße 19                       | Wohnhaus |              |                          |
|          | Basepohler Straße 21                       | Wohnhaus |              |                          |
|          | Basepohler Straße 26                       | Wohnhaus |              |                          |
|          | Basepohler Straße 30                       | Wohnhaus |              |                          |
|          | Bei der Kirche 2                           | Pfarrhaus |              |                          |
|          | Bei der Kirche 10 (Karte)                  | Wohn- und Geschäftshaus mit Seitenflügel (Alte Schulstraße)                                                                          |              |                          |
|          | Fritz-Reuter-Straße                        | Speicher |              |                          |
|          | Ernst-Lübbert-Weg/Franzosenweg             | Gedenkstein Ernst Lübbert |              |                          |
|          | Goethestraße (Karte)                       | Schule |              |                          |
|          | Goethestraße 3                             | Wohnhaus |              |                          |
|          | Gülzower Damm (Karte)                      | Friedhof mit Kapelle, Sowjetischem Ehrenfriedhof, Grabstätte Reuter, Grabmal August Seidel, Grabstätte Thielcke und Grabplatte Weber |              |                          |
|          | Ivenacker Straße                           | Spritzenhaus |              |                          |
|          | Ivenacker Straße 2                         | Wohn- und Geschäftshaus |              |                          |
|          | (Karte)                                    | Kirche |              | Weitere Bilder           |
|          | Malchiner Straße 2                         | Hoteltor und Speicher |              |                          |
|          | Malchiner Straße 11 (Karte)                | Wohn- und Geschäftshaus |              |                          |
|          | Malchiner Straße 12                        | Wohn- und Geschäftshaus mit Tischlerei, Hofgebäude und Schuppen                                                                      |              |                          |
|          | Malchiner Straße 13 (Karte)                | Wohn- und Geschäftshaus |              |                          |
|          | Malchiner Straße 16                        | Wohn- und Geschäftshaus |              |                          |
|          | Malchiner Straße 17 (Karte)                | Wohn- und Geschäftshaus |              |                          |
|          | Malchiner Straße 37                        | Wohnhaus |              |                          |
|          | Malchiner Straße 38 (Karte)                | Wohnhaus und Synagoge sowie ein Schuppen                                                                                             |              |                          |
|          | Malchiner Straße 57                        | Wohnhaus |              |                          |
|          | Malchiner Straße 68                        | ehem. Molkerei |              |                          |
|          | Malchiner Straße (Karte)                   | Wasserturm |              | Wasserturm               |
|          | Markt 1 (Karte)                            | ehem. Rathaus (Fritz-Reuter-Museum)                                                                                                  |              | Weitere Bilder           |
|          | Markt 4                                    | Wohn- und Geschäftshaus |              |                          |
|          | Markt 9 (Karte)                            | Wohn- und Geschäftshaus |              | Wohn- und Geschäftshaus  |
|          | Markt (Karte)                              | Fritz-Reuter-Denkmal |              | Weitere Bilder           |
|          | Neubrandenburger Straße 3                  | Speicher |              |                          |
|          | Neubrandenburger Straße 5                  | Wohnhaus |              |                          |
|          | Neubrandenburger Straße 7                  | Wohnhaus |              |                          |
|          | Neubrandenburger Straße 17                 | Wohnhaus |              |                          |
|          | Neue Straße 1 (Karte)                      | Hotel |              | Hotel                    |
|          | Neue Straße 17                             | Wohnhaus |              |                          |
|          | Neue Straße 19                             | Wohnhaus |              |                          |
|          | Neue Straße 21                             | Wohnhaus |              |                          |
|          | Neue Straße 22                             | Wohnhaus |              |                          |
|          | Neue Straße 23                             | Wohnhaus |              |                          |
|          | Neue Straße 24                             | Wohnhaus mit Speicher |              |                          |
|          | Neue Straße 26                             | Wohnhaus |              |                          |
|          | Neue Straße 29                             | Wohnhaus |              |                          |
|          | Neue Straße 31/33                          | Wohnhaus |              |                          |
|          | Neue Straße                                | ehem. Speicher (Amtsgebäude) |              |                          |
|          | Reuterplatz 3                              | Wohnhaus |              |                          |
| Wikidata | Reuterplatz 9 (Karte)                      | Postamt |              | Weitere Bilder           |
|          | Reuterplatz (Karte)                        | Meilenstein |              | Meilenstein              |
|          | Schloßberg 2                               | Verwaltungsgebäude mit Wirtschaftsgebäude                                                                                            |              |                          |
|          | Schloßberg                                 | Schlossanlage mit: |              |                          |
|          | (Karte)                                    | - Schloss |              | Weitere Bilder           |
|          | (Karte)                                    | - Park |              |                          |
|          |                                            | - Kriegerdenkmal 1914/18 |              | * Kriegerdenkmal 1914/18 |
|          | Schultetusstraße 45                        | Speicher (mit Mansarddach) |              |                          |
|          | Wallstraße 4                               | Wohnhaus |              |                          |
|          | Wallstraße 48                              | Wohnhaus |              |                          |
|          | Wallstraße 52                              | Wohnhaus |              |                          |
|          | Weberstraße 8                              | Wohnhaus |              |                          |

### Basepohl
| ID | Lage                        | Bezeichnung          | Beschreibung | Bild |
| -- | --------------------------- | -------------------- | ------------ | ---- |
|    | Dorfstraße 31               | Landarbeiterhaus     |              |      |
|    |                             | Gutsanlage mit:      |              |      |
|    | Dorfstraße 49/50            | - Gutshaus           |              |      |
|    |                             | - Speichergebäude    |              |      |
|    |                             | - Wirtschaftsgebäude |              |      |
|    | Dorfstraße 52               | Landarbeiterhaus     |              |      |
|    | Dorfstraße gegenüber Nr. 52 | Schule               |              |      |
|    | Friedhof                    | Glocke               |              |      |

### Kölpin
| ID | Lage                              | Bezeichnung                  | Beschreibung | Bild |
| -- | --------------------------------- | ---------------------------- | ------------ | ---- |
|    | B 104, Richtung Stavenhagen links | Meilenstein                  |              |      |
|    |                                   | Gutsstall (vor dem Gutshaus) |              |      |

### Neu Jürgenstorf
| ID | Lage                    | Bezeichnung                             | Beschreibung | Bild |
| -- | ----------------------- | --------------------------------------- | ------------ | ---- |
|    | Nr. 1 (Karte)           | Scheune                                 |              |      |
|    | Bauernhof Nr. 2 (Karte) | Bauernhaus und Scheune                  |              |      |
|    | Bauernhof Nr. 3 (Karte) | Bauernhaus und Scheune, Stall und Mauer |              |      |

### Pribbenow
| ID | Lage                             | Bezeichnung                                | Beschreibung | Bild |
| -- | -------------------------------- | ------------------------------------------ | ------------ | ---- |
|    | Dorfstraße 42                    | Bauernhaus mit Backsteinstall              |              |      |
|    | Dorfstraße (rechts neben Nr. 54) | Fachwerkhaus                               |              |      |
|    | Friedhof                         | Glocke von 1793 (im modernen Glockenstuhl) |              |      |

### Reutershof
| ID | Lage          | Bezeichnung | Beschreibung | Bild |
| -- | ------------- | ----------- | ------------ | ---- |
|    | Nr. 1 (Karte) | Wohnhaus    |              |      |

### Stavenhof
| ID | Lage            | Bezeichnung | Beschreibung | Bild |
| -- | --------------- | ----------- | ------------ | ---- |
|    | Nr. 1/2 (Karte) | Gutshaus    |              |      |

## Quelle
- Karte der Baudenkmale im Geoportal des Landkreises